# Pan (måne)
 For alternative betydninger, se Pan (flertydig). (Se også artikler, som begynder med Pan)
Pan er en af planeten Saturns måner: Den blev opdaget af Mark R. Showalter den 16. juli 1990 da han undersøgte gamle billeder fra Voyager-rumsonderne. Lige efter opdagelsen fik den den midlertidige betegnelse S 1981 S 13, men siden har den Internationale Astronomiske Union vedtaget at opkalde den efter guden Pan fra den græske mytologi. Derudover kendes den også under betegnelsen Saturn XVIII.
Pan ligger i det såkaldte Enckes gab; en smal, skarpt afgrænset "spalte" i Saturns planetringe, og "fejer" evt. ring-partikler i dette område op, og virker som en såkaldt hyrdemåne for stoffet i andre dele af ringene. Sådan en måne blev teoretisk forudsagt i 1985, og året efter beregnede man ud fra denne teori at der kun kunne være tale om én måne i Enckes gab, samt data for den omløbsbane og masse en sådan måne måtte have, og tallene har siden vist sig at passe temmelig præcist med Pan.
- Wikimedia Commons har flere filer relateret til Pan (måne)

| Naturvidenskab | Spire Denne naturvidenskabsartikel er en spire som bør udbygges. Du er velkommen til at hjælpe Wikipedia ved at udvide den. |